# الفتاة وصائد الأحلام
كانت الفتاة وصائد الأحلام ثنائي بوب أمريكي من لوس أنجلوس، كاليفورنيا تتألف من بطلي ليف ومادي النجمين دوف كاميرون ("الفتاة") و ريان ماكارتان ("صائد الأحلام"). أصدروا أول ألبوم مصغر لهم بعنوان سلبيات بتاريخ 29 يوليو 2016. 

## الإصدارات الموسيقية

### الألبومات المصغرة
| العنوان | معلومات الألبوم                                                              |
| ------- | ---------------------------------------------------------------------------- |
| سلبيات  | - تاريخ الإصدار: 29 يوليو 2016 - الشركة: تسجيلات GDC - الصيغة : تحميل ديجتال |

### الأغاني
| الأغنية                | السنة | الألبوم          |
| ---------------------- | ----- | ---------------- |
| "Written in the Stars" | 2015  | Non-album single |
| "Glowing in the Dark"  | 2016  | سلبيات           |
| "Make You Stay"        | 2016  | سلبيات           |

### الأغاني الترويجية
| الأغنية                                  | السنة | الألبوم           |
| ---------------------------------------- | ----- | ----------------- |
| "All I Want for Christmas is You"        | 2015  | Non-album singles |
| "Have Yourself a Merry Little Christmas" | 2015  | Non-album singles |
| "Someone You Like"                       | 2016  | Non-album singles |

## وصلات خارجية
- الفتاة وصائد الأحلام على موقع IMDb (الإنجليزية)
- الفتاة وصائد الأحلام على موقع ميوزك برينز (الإنجليزية)
- الفتاة وصائد الأحلام على موقع ديسكوغز (الإنجليزية)
- الموقع الرسمي